# Smile Pinki
Smile Pinki é um filme-documentário em curta-metragem estadunidense de 2008 dirigido e escrito por Megan Mylan. Venceu o Oscar de melhor documentário de curta-metragem na edição de 2009.